# 加蒂奈地区梅济耶尔
加蒂奈地区梅济耶尔（法語：Mézières-en-Gâtinais，法語發音：[mezjɛʁ ɑ̃ ɡatinɛ]）是法国卢瓦雷省的一个市镇，位于该省中北部，属于蒙塔日区。

## 地理
加蒂奈地区梅济耶尔（48°2'6"N, 2°29'24"E）面积9.86 平方千米，位于法国中央-卢瓦尔河谷大区卢瓦雷省，该省份为法国中北部省份，北起埃松省，西北接厄尔-卢瓦省，西南接卢瓦-谢尔省，南至涅夫勒省和谢尔省，东临约讷省，东北接塞纳-马恩省。
与加蒂奈地区梅济耶尔接壤的市镇（或旧市镇、城区）包括：瑞朗维尔、弗雷维尔迪加蒂奈、拉东、洛尔西、乌祖埃苏贝勒加尔德、圣卢德维涅。

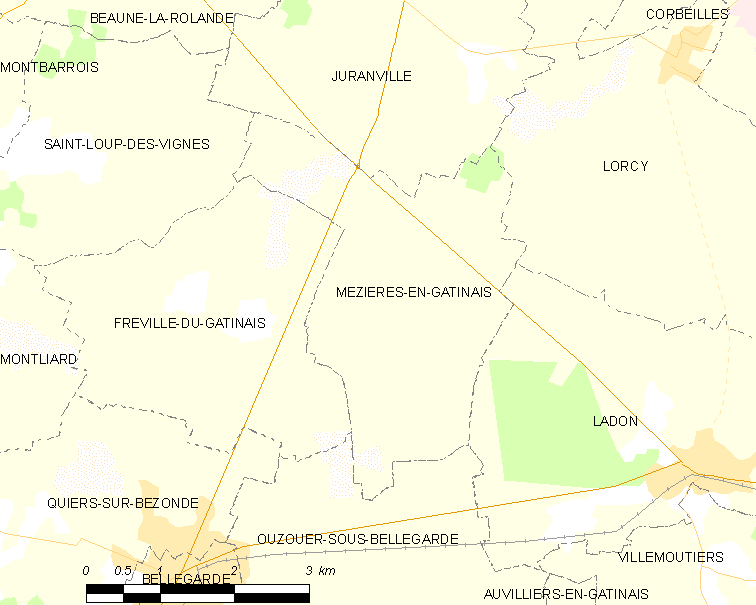
加蒂奈地区梅济耶尔的OSM定位图

加蒂奈地区梅济耶尔的时区为UTC+01:00、UTC+02:00（夏令时）。

## 行政
加蒂奈地区梅济耶尔的邮政编码为45270，INSEE市镇编码为45205。

## 政治
加蒂奈地区梅济耶尔所属的省级选区为洛里斯县。

## 人口

1962-2008年间加蒂奈地区梅济耶尔人口变化图示

加蒂奈地区梅济耶尔于2022年1月1日时的人口数量为259人。